# وارتوهی آوتیسیان
وارتوهی آوتیسیان (ارمنی: Վարդուհի Ավէտիսյան؛ زادهٔ ۲۷ فوریهٔ ۱۹۸۶) شناگر زن در رشته شنای قورباغه اهل ارمنستان است.